# Resolució 1253 del Consell de Seguretat de les Nacions Unides
La Resolució 1253 del Consell de Seguretat de les Nacions Unides, adoptada sense votació el 28 de juliol de 1999 després d'examinar la sol·licitud del Regne de Tonga per ser membre de les Nacions Unides, el Consell va recomanar a l'Assemblea General que Tonga fos admesa com a membre 188è de l'ONU.